# شهرستان جیندو
شهرستان جیندو (به لاتین: Jindo County) یک منطقهٔ مسکونی در کره جنوبی است که در جئولانام-دو واقع شده‌است. شهرستان جیندو ۴۲۰٫۳۲ کیلومتر مربع مساحت و ۲۹٬۵۳۸ نفر جمعیت دارد.